# Mecodema simplex
Mecodema simplex es una especie de escarabajo del género Mecodema, familia Carabidae. Fue descrita científicamente por Laporte en 1867.
Esta especie se encuentra en Nueva Zelanda.